# شهرستان ویلکس (جورجیا)
شهرستان ویلکس، جورجیا (به انگلیسی: Wilkes County, Georgia) یک سکونتگاه مسکونی در ایالات متحده آمریکا است که در جورجیا واقع شده‌است.